# Bob Brozman
Bob Brozman (8 de marzo de 1954 - 23 de abril de 2013) fue un guitarrista y etnomusicólogo estadounidense.
Su forma de interpretación fue un compendio de diferentes estilos como el jazz gitano, calypso, blues, ragtime, música hawaiana y caribeña. Brozman también colaboró con músicos de diversos orígenes culturales, como la India, África, Japón, Papúa Nueva Guinea y la isla de Reunión. Se le ha llamado "un asistente instrumental" y "un archivo caminante de la música americana del siglo 20". Grabó numerosos discos y ha ganado tres veces la Guitar Player Readers' Poll al mejor blues, al mejor del mundo y a las mejores categorías guitarristas. En 1999, Brozman y Woody Mann fundaron la International Guitar Seminars, que alberga a más de 120 estudiantes al año en California, Nueva York y Canadá. Entre 2000 y 2005 sus colaboraciones han llegado a estar en el Top 10 de la música europea por World Music en cinco ocasiones.
Anteriormente fue profesor adjunto en el Departamento de Estudios de Música Contemporánea de la Universidad Macquarie, en Sídney, Australia.
Brozman era bien conocido por su uso de los instrumentos resonadores nacionales de los años 1920 y 1930. También usó steel guitar de estilo weissenborn con cuello hueco acústico. Entre sus instrumentos nacionales eran una versión barítono de la guitarra tricone, que fue diseñado en conjunto con él a mediados y finales de 1990. Este instrumento es ahora parte de la gama actual de los productos nacionales.

## Discografía
- Blue Hula Stomp (1981)
- Snapping the Strings (1983)
- Hello Central...Give Me Dr. Jazz (1985)
- Devil's Slide (1988)
- A Truckload of Blues (1992)
- Slide A Go-Go (1994)
- Blues 'Round the Bend (1995)
- Golden Slide (1997)
- Kika Kila Meets Ki Ho'Alu (1997)
- Kosmik Blues & Groove' (1998)
- The Running Man (1999)
- Four Hands Sweet & Hot (con Cyril Pahinui) (1999)
- Get Together (2000)
- Live Now (2001)
- Digdig (with René Lacaille) (2002)
- Rolling Through This World (con colaboración de Jeff Lang, 2002)
- Mahima (con colaboración de Debashish Bhattacharya, 2003)
- Metric Time (2003)
- Songs of the Volcano (2005)
- Blues Reflex (2006)
- Lumiere (2007)
- Post-Industrial Blues (2007)
- Six Days in Down (con colaboración de Dónal O'Connor & John McSherry 2010)
- Fire in the Mind (2012)